# Bobsleigh aux Jeux olympiques de 2018 - Bob à quatre hommes
Navigation
Sotchi 2014 Pékin 2022
L'épreuve de bobsleigh à quatre masculin des Jeux olympiques d'hiver de 2018 a lieu les 24 et 25 février 2018 après les 6 entraînements officiels du 21 au 23 février.

## Médaillés
| Or                                                                         | Argent | Bronze |
| -------------------------------------------------------------------------- | --- | ------ |
| Allemagne Francesco Friedrich Candy Bauer Martin Grothkopp Thorsten Margis | Allemagne Nico Walther Kevin Kuske Alexander Rödiger Eric Franke Corée du Sud Won Yun-jong Jun Jung-lin Seo Young-woo Kim Dong-hyun | —      |

## Équipes qualifiées
À la suite des qualifications entre octobre 2017 et janvier 2018, 29 équipes de 18 nations participent au épreuves.
Les équipes sont réparties ainsi :
- 3 équipes pour l'Allemagne, le Canada et les États-Unis, soit 9 équipes au total,
- 2 équipes pour la Lettonie, la Grande-Bretagne, l'Autriche, la Suisse et la République tchèque, soit 10 équipes au total,
- 1 équipe pour les athlètes olympiques de Russie, la France, le Brésil, l'Italie, la Chine, la Croatie, la Roumanie, l'Australie, la Pologne, la Corée du Sud, soit 10 équipes au total.

Le total est donc que 29 équipes qualifiées pour un total théorique de 30 places. La Russie s'était qualifiée pour une deuxième équipe mais n'a pas utilisé cette possibilité. Les Pays-Bas s'étaient qualifiés pour une équipe mais l’a refusé, la place a été ré-attribuée à la Pologne. La Slovaquie avait également qualifiée une équipe mais celle-ci n’était pas éligible pour les Jeux olympiques, la Roumanie a reçu cette place. La Corée du Sud est automatiquement qualifiée en tant que pays hôte. L’Australie est qualifiée en tant que représentant continentale pour l'Océanie ; une place pour représenter le continent africain était disponible mais n'a pas été utilisée,.

## Résultats
| Rang                               | Dossard | Pays               | Bobeurs                                                                           | Course 1 | Course 2 | Course 3 | Course 4 | Total         | Ecart   |
| ---------------------------------- | ------- | ------------------ | --------------------------------------------------------------------------------- | -------- | -------- | -------- | -------- | ------------- | ------- |
| Médaille d'or, Jeux olympiques     | 7       | Allemagne          | Francesco Friedrich Candy Bauer Martin Grothkopp Thorsten Margis                  | 48 s 54  | 49 s 01  | 48 s 76  | 49 s 54  | 3 min 15 s 85 | –       |
| Médaille d'argent, Jeux olympiques | 8       | Allemagne          | Nico Walther Kevin Kuske Alexander Rödiger Eric Franke                            | 48 s 74  | 49 s 16  | 48 s 90  | 49 s 58  | 3 min 16 s 38 | +0 s 53 |
| Médaille d'argent, Jeux olympiques | 1       | Corée du Sud       | Won Yun-jong Jun Jung-lin Seo Young-woo Kim Dong-hyun                             | 48 s 65  | 49 s 19  | 48 s 89  | 49 s 65  | 3 min 16 s 38 | +0 s 53 |
| 4                                  | 16      | Suisse             | Rico Peter Thomas Amrhein Simon Friedli Michael Kuonen                            | 49 s 05  | 49 s 16  | 48 s 87  | 49 s 51  | 3 min 16 s 59 | +0 s 74 |
| 5                                  | 10      | Lettonie           | Oskars Melbārdis Daumants Dreiškens Arvis Vilkaste Jānis Strenga                  | 48 s 82  | 49 s 39  | 48 s 91  | 49 s 53  | 3 min 16 s 65 | +0 s 80 |
| 6                                  | 9       | Canada             | Justin Kripps Jesse Lumsden Alexander Kopacz Oluseyi Smith                        | 48 s 85  | 49 s 28  | 48 s 95  | 49 s 61  | 3 min 16 s 69 | +0 s 84 |
| 7                                  | 14      | Autriche           | Benjamin Maier Kilian Walch Markus Sammer Dănuț Moldovan                          | 49 s 10  | 49 s 21  | 49 s 03  | 49 s 56  | 3 min 16 s 90 | +1 s 05 |
| 8                                  | 6       | Allemagne          | Johannes Lochner Christian Poser Christopher Weber Christian Rasp                 | 48 s 95  | 49 s 26  | 49 s 10  | 49 s 80  | 3 min 17 s 11 | +1 s 26 |
| 9                                  | 13      | États-Unis         | Codie Bascue Evan Weinstock Steven Langton Sam McGuffie                           | 49 s 09  | 49 s 26  | 49 s 08  | 49 s 77  | 3 min 17 s 28 | +1 s 43 |
| 10                                 | 12      | Lettonie           | Oskars Ķibermanis Jānis Jansons Helvijs Lūsis Matīss Miknis                       | 49 s 18  | 49 s 26  | 49 s 34  | 49 s 63  | 3 min 17 s 41 | +1 s 56 |
| 11                                 | 18      | France             | Loïc Costerg Vincent Ricard Vincent Castell Dorian Hauterville                    | 49 s 09  | 49 s 36  | 49 s 19  | 49 s 92  | 3 min 17 s 56 | +1 s 71 |
| 12                                 | 21      | Canada             | Nick Poloniato Cameron Stones Joshua Kirkpatrick Ben Coakwell                     | 49 s 40  | 49 s 23  | 49 s 51  | 49 s 67  | 3 min 17 s 81 | +1 s 96 |
| 13                                 | 5       | Pologne            | Mateusz Luty Arnold Zdebiak Łukasz Miedzik Grzegorz Kossakowski                   | 49 s 04  | 49 s 59  | 49 s 46  | 49 s 80  | 3 min 17 s 89 | +2 s 04 |
| 14                                 | 3       | Suisse             | Clemens Bracher Alain Knuser Martin Meier Fabio Badraun                           | 49 s 06  | 49 s 54  | 49 s 59  | 49 s 72  | 3 min 17 s 91 | +2 s 06 |
| 15                                 | 20      | Russie (OAR)       | Maxim Andrianov Alexey Zaitsev Vasiliy Kondratenko Rouslan Samitov                | 49 s 43  | 49 s 39  | 49 s 56  | 49 s 56  | 3 min 17 s 94 | +2 s 09 |
| 16                                 | 11      | Canada             | Christopher Spring Lascelles Brown Bryan Barnett Neville Wright                   | 49 s 06  | 49 s 54  | 49 s 46  | 49 s 86  | 3 min 17 s 96 | +2 s 11 |
| 17                                 | 17      | Grande-Bretagne    | Brad Hall Nick Gleeson Joel Fearon Greg Cackett                                   | 49 s 25  | 49 s 68  | 49 s 64  | 49 s 69  | 3 min 18 s 26 | +2 s 41 |
| 18                                 | 15      | Grande-Bretagne    | Lamin Deen Ben Simons Toby Olubi Andrew Matthews                                  | 49 s 44  | 49 s 45  | 49 s 66  | 49 s 74  | 3 min 18 s 29 | +2 s 44 |
| 19                                 | 22      | États-Unis         | Nick Cunningham Hakeem Abdul-Saboor Christopher Kinney Samuel Michener            | 49 s 60  | 49 s 50  | 49 s 74  | 49 s 70  | 3 min 18 s 54 | +2 s 69 |
| 20                                 | 19      | États-Unis         | Justin Olsen Nathan Weber Carlo Valdes Christopher Fogt                           | 49 s 62  | 49 s 71  | 49 s 66  | 49 s 56  | 3 min 18 s 55 | +2 s 70 |
| 21                                 | 2       | République tchèque | Dominik Dvořák Jaroslav Kopřiva Jan Šindelář Jakub Nosek                          | 49 s 07  | 49 s 97  | 50 s 05  | NC       | 2 min 29 s 09 | NC      |
| 22                                 | 24      | Autriche           | Markus Treichl Ekemini Bassey Markus Glueck Marco Rangl                           | 49 s 73  | 49 s 83  | 49 s 68  | NC       | 2 min 29 s 24 | NC      |
| 23                                 | 23      | Brésil             | Edson Bindilatti Edson Ricardo Martins Odirlei Pessoni Rafael Souza da Silva      | 49 s 75  | 49 s 94  | 49 s 80  | NC       | 2 min 29 s 49 | NC      |
| 24                                 | 28      | République tchèque | Jan Vrba Dominik Suchý David Egydy Jan Stokláska                                  | 49 s 73  | 49 s 81  | 50 s 05  | NC       | 2 min 29 s 59 | NC      |
| 25                                 | 4       | Australie          | Lucas Mata David Mari Lachlan Reidy Hayden Smith                                  | 49 s 72  | 49 s 91  | 50 s 07  | NC       | 2 min 29 s 70 | NC      |
| 26                                 | 26      | Chine              | Shao Yujin Li Chunjian Wang Sidong Shi Hao                                        | 49 s 79  | 50 s 01  | 49 s 94  | NC       | 2 min 29 s 74 | NC      |
| 27                                 | 25      | Italie             | Simone Bertazzo Lorenzo Bilotti Francesco Costa Simone Fontana                    | 49 s 92  | 49 s 94  | 50 s 02  | NC       | 2 min 29 s 88 | NC      |
| 28                                 | 27      | Croatie            | Dražen Silić Mate Mezulić Benedikt Nikpalj Antonio Zelić                          | 50 s 18  | 50 s 64  | 50 s 63  | NC       | 2 min 31 s 45 | NC      |
| 29                                 | 29      | Roumanie           | Dorin Alexandru Grigore Florin Cezar Crăciun Levente Bartha Paul-Septimiu Muntean | 50 s 55  | 50 s 79  | 50 s 81  | NC       | 2 min 32 s 15 | NC      |